# Yerba Buena (departamento)
Yerba Buena é um departamento da Argentina, localizado na província de Tucumã.